# اداناکوتای
اداناکوتای (به انگلیسی: Adanakottai) در هند است که در تامیل نادو واقع شده‌است.

## خصوصیات
اداناکوتای ۱٬۶۶۴ نفر جمعیت دارد.